# Nannosquilla schmitti
Nannosquilla schmitti is een bidsprinkhaankreeftensoort uit de familie van de Nannosquillidae. De wetenschappelijke naam van de soort is voor het eerst geldig gepubliceerd in 1962 door Manning.